# Карло Гонзага (1523 – 1555)
Вижте пояснителната страница за други личности с името Карло Гонзага.
Карло Гонзага (на италиански: Carlo Gonzaga; * 26 декември 1523, † 13 юни 1555, Гацуоло) от кадетския клон Сабионета и Боцоло на рода Гонзага е италиански кондотиер, маркиз на Гацуоло и съгосподар с брат си Федерико на Сан Мартино дал'Арджине (1529 – 1555), Дозоло, Комесаджо и Помпонеско.

## Произход
Той е син на кондотиера Пиро Гонзага (* 1490, † 1529) и на съпругата му Камила Бентивольо (* 1480?, † 1529). По бащина линия е внук на Джанфранческо Гонзага, кондотиер и първи граф на Сабионета, и на Антония дел Балцо, а по майчина – на Анибале II Бентивольо,господар на Болоня, и на Лукреция д'Есте. Има един брат и пет сестри:
- Изабела (* 1521, † 1583), графиня на Повильо като съпруга на Родолфо Гонзага;
- Лукреция (* 1522; † 1576), съпруга на Паоло Манфроне, благородник от Виченца;
- Иполита, съпруга на граф Бруноро ди Тиене от Виченца;
- Камила, монахиня в Мантуа
- Емилия
- Федерико (* 1528, † 1570), втори маркиз на Гацуоло, съпруг на Лукреция д’Инчиза дела Рокета

## Биография
Губи баща си през 1529 г.на 6-годишна възраст. Заедно с брат си Федерико се радва на закрилата на братовчед си Луиджи Гонзага, наречен „Родомонте“, който през 1529 г. им  връща феодите Гацуоло, Сан Мартино дал'Арджине, Досоло и Комесаджо – територии, поверени му от Карл V и конфискувани от баща им, обвинен в престъпление, че се е борил срещу империята. След смъртта на Родомонте през 1532 г. фактическите попечителства над двамата братя преминават към Федерико II Гонзага, херцог на Мантуа.
През 1544 г. той се присъединява към испанския кондотиер Антонио де Лейва, управител на Миланското херцогство от името на император Карл V. На 14 април същата година участва като командир на кавалерията в битката при Черезоле и е пленен от французите. Битката се води близо до Черезоле д'Алба в Пиемонт и е военен сблъсък по време на италианската война от 1542 г., между французите и Свещената Римска империя. 
През 1554 г. се бие на страната на Медичите от Флоренция, участвайки във войната за Сиена, част от френско-испанските войни в Италия, водени между 1552 и 1559 г. за контрол над Сиенската република.
Умира на 32 г. в Гацуоло през 1555 г. Няколко години след смъртта му, през 1558 г., владенията му Гацуоло, Досоло и Комесаджо са разделени между брат му Федерико и Веспасиано I Гонзага, а у шестимата му малки синове отиват Сан Мартино дал'Арджине, Изола Доварезе и Помпонеско.

## Брак и потомство
∞ 1530 за Емилия Кауци Гонзага (* 1524, Мантуа; † 3 април 1573, Кремона), извънбрачна дъщеря на Федерико II Гонзага, херцог на Мантуа, и на метресата му Изабела Боскети, от когото има седем сина и три дъщери:
- Пиро II Гонзага (* 3 май 1540, Сан Мартино дал'Арджине, † 15 юни 1592 пак там), принц на Боцоло (1591), ∞ за Франческа Гуериери, дъщеря на граф Тулио Гуериери, от която има син и дъщеря;
- Шипионе Гонзага (* 11 ноември 1542, Мантуа, † 11 януари 1592, Сан Мартино дал'Арджине), кардинал
- Франческо (Анибале) Гонзага (* 1546, † 1620), епископ, францисканец
- Алфонсо Гонзага (* 1549, Сан Мартино дал'Арджине, † септември 1569, Тур), кондотиер
- Феранте Гонзага (* 1550, Сан Мартино дал'Арджине; † 11 февруари 1605, пак там), маркиз на Гацуоло, ∞ 1593 за Изабела Гонзага ди Новелара (* 1576, † 1630), дъщеря на маркграф Алфонсо I Гонзага от Новелара и на съпругата му Витория ди Джиантомазо да Капуа, от която има 7 сина и 1 дъщеря;
- Джулио Чезаре Гонзага (* 1552, Сан Мартино дал'Арджине, † 23 юни 1609, Боцоло), принц на Боцоло, ∞ 1587 за Фламиния Колона (*  1570, † 9 април 1633, Рим), от която няма деца;
- Поликсена Гонзага, ∞ за Феранте де Роси (* ок. 1545, † 1618), маркиз на Сан Секондо, от когото има 2 сина и 4 дъщери;
- Джулио Чезаре Гонзага († млад)
- Камила Гонзага, ∞ за Сфорца д'Апиано д'Арагона († сл. 1576), син на Феранте Апиано и Емилия Орсини, от когото има 10 сина и 2 дъщери
- Лаура Гонзага, бенедиктинска монахиня

Синовете са поверени от умиращия им баща на попечителството на майка им Емилия, на кардинал Ерколе Гонзага и на Веспасиано I Гонзага, господар на Сабионета.